# Colby Genoway
Colby Genoway (* 12. Dezember 1983 in Morden, Manitoba) ist ein kanadischer Eishockeyspieler, der zuletzt bei den Kölner Haien in der Deutschen Eishockey Liga unter Vertrag stand. Sein Bruder Chay Genoway ist ebenfalls ein professioneller Eishockeyspieler.

## Karriere
Colby Genoway war zunächst von 1999 bis 2001 für die Winkler Flyers in der Manitoba Junior Hockey League aktiv. Im Anschluss studierte er drei Jahre an der University of North Dakota und spielte für deren Eishockeymannschaft in der Western Collegiate Hockey Association. Nach Beendigung seiner Universitätslaufbahn wurde der ungedraftete Rechtsschütze gegen Ende der Saison 2004/05 vom Hartford Wolf Pack aus der American Hockey League unter Vertrag genommen. In der darauffolgenden Spielzeit 2005/06 gelang Genoway der Durchbruch in der American Hockey League, als er in 77 Partien der regulären Saison 26 Tore und 35 Assists erzielte. Im Juli 2006 wurde der Kanadier von den Anaheim Ducks unter Vertrag genommen, für die er jedoch nie auflief und stattdessen die Saison 2006/07 im AHL-Farmteam bei den Portland Pirates begann. Im Januar 2007 wurde er zu den Vancouver Canucks transferiert, für deren Farmteam Manitoba Moose er auch in der darauffolgenden Spielzeit aktiv war. Die Saison 2008/09 verbrachte er vorwiegend beim schwedischen Zweitligisten Mora IK, absolvierte allerdings auch einige Einsätze als Leihspieler bei Ilves Tampere aus der finnischen SM-liiga. Die darauffolgende Spielzeit verbrachte Genoway sowohl bei Ilves als auch beim tschechischen Erstligisten HC Pardubice.
Für die Saison 2010/11 wurde er vom HC Lugano verpflichtet. Im Sommer 2011 unterzeichnete der rechts schiessende Flügelstürmer einen Kontrakt beim Lausanne HC aus der National League B mit drei Jahre Laufzeit. Bereits in seiner ersten Saison im Dress der Waadtländer avancierte der Kanadier zu einem Führungsspieler innerhalb des Teams. Für die Saison 2012/13 wurde er zum Assistenzkapitän der Lausanner ernannt, welche er mit starken Leistungen durch die Endrunde führte. Nachdem Genoway die Qualifikation mit 66 Punkte in 39 Spielen abgeschlossen hatte, erzielte er in den Playoffs 24 Scorerpunkte in elf Partien für den Lausanne HC, mit dem er 2013 die Meisterschaft der National League B gewann. Insbesondere in der Finalserie gegen den EHC Olten war Genoway entscheidend am Sieg der Lausanner beteiligt, als er in der letzten Begegnung der Serie an vier Toren beteiligt war. Mit den Waadtländern gelang ihm im Anschluss der Aufstieg in die National League A, nachdem diese in der Ligaqualifikation die SCL Tigers besiegt hatten.
Nach der Saison 2014/15, in der er aufgrund diverse Verletzungen nur 21 Spiele absolviert hatte, verließ er den LHC und wurde vom KHL Medveščak Zagreb aus der Kontinentalen Hockey-Liga verpflichtet. Dort spielte er bis Februar 2016, ehe er in die Schweiz zurückkehrte. Er absolvierte neun Partien für Fribourg-Gottéron in der Saison 2015/16. Zur Folgesaison schloss er sich erneut Medveščak Zagreb an.
Im Januar 2017 verließ Genoway Zagreb abermals in Richtung NLA und wechselte zum EHC Kloten. Über HC Slovan Bratislava kam er während der Sommerpause 2018 zu den Kölner Haien in die Deutsche Eishockey Liga. Zeigte er dort in seiner ersten Saison noch gute Leistungen, spielte er in der Saison 2019/20 unter seinen Möglichkeiten und erhielt daher nach der Saison keinen neuen Vertrag.

## Erfolge und Auszeichnungen
- 2013 Meister der National League B mit dem Lausanne HC
- 2013 Meiste Torvorlagen in den NLB-Playoffs